# Autogrill
L'Autogrill Italia S.p.A. è un'azienda multinazionale italiana, parte del gruppo Avolta, che opera nel settore dei servizi di ristorazione per chi viaggia. 
In Italia, gestisce un portafoglio di oltre 400 punti vendita e opera prevalentemente tramite contratti di concessione all'interno di aeroporti, autostrade e stazioni ferroviarie, con presenze selettive nelle città e nei centri commerciali.
L'azienda, come Autogrill S.p.A., è stata quotata alla Borsa Italiana nell'indice FTSE Italia Mid Cap sino al delisting del luglio 2023 quando, in seguito ad un'OPA, Autogrill si è integrata con la multinazionale svizzera attiva nel settore dei duty free, Dufry, dando vita ad Avolta, un gigante mondiale del settore con ricavi stimati in circa 14 miliardi di euro e 5500 punti vendita complessivi. La famiglia Benetton, attraverso Edizione, è l'azionista di riferimento.
L'operazione ha trasferito le attività estere del gruppo Autogrill (principalmente in Europa e Nord America) alla società World Duty Free (parte del gruppo Avolta), che a sua volta controlla Autogrill Italia.

## Storia
Le origini della società Autogrill risalgono al 1977, ossia quando, dopo il fallimento dell'Unidal (la società nata dalla fusione tra Motta e Alemagna), avvenuto lo stesso anno, la SME decise di scorporare in una società a parte le attività di ristorazione autostradale, nella quale venne fusa anche l'EPEA, la società di ristorazione autostradale della Pavesi. Nacque così la  Autogrill S.p.a. Il primo autogrill inteso come punto di ristoro autostradale fu inaugurato nel 1947: a concepirlo fu Mario Pavesi, titolare dell’omonima impresa alimentare. Tra gli anni Sessanta e Settanta la ristorazione autostradale italiana è gestita prevalentemente dalle aziende alimentari suddette.
Si deve agli architetti Angelo Bianchetti, Melchiorre Bega e Carlo Casati la progettazione e creazione degli Autogrill a ponte che si incontrano lungo le autostrade italiane, i primi in Europa: il primo lavorava per Pavesi, il secondo per Motta, il terzo coordinava invece il progetto per la Società Autostrade per l'impatto della struttura a ponte dal punto di vista paesaggistico.

Logo Autogrill durante la gestione SME

Nell’accordo di fusione delle attività di ristorazione autostradale di Motta, Alemagna e Pavesi (tutti marchi controllati dalla SME, finanziaria del gruppo IRI) del 1977 susseguenti al fallimento di Unidal che portarono alla costituzione della società Autogrill S.p.a., furono inizialmente escluse le attività relative agli esercizi commerciali ad insegna Motta e Alemagna, inizialmente rimaste di proprietà Sidalm (la società nata dalle ceneri di Unidal che rilevò le maggior parte delle attività alimentari a marchio Motta e Alemagna) attraverso la controllata ESCO. Nel 1986 Autogrill, acquistando da Sidalm tramite la propria controllata SIREA (Società Italiana Ristorazione E Alberghi) il 100% di ESCO, rileverà anche il settore dei negozi urbani ad insegna Motta e Alemagna.

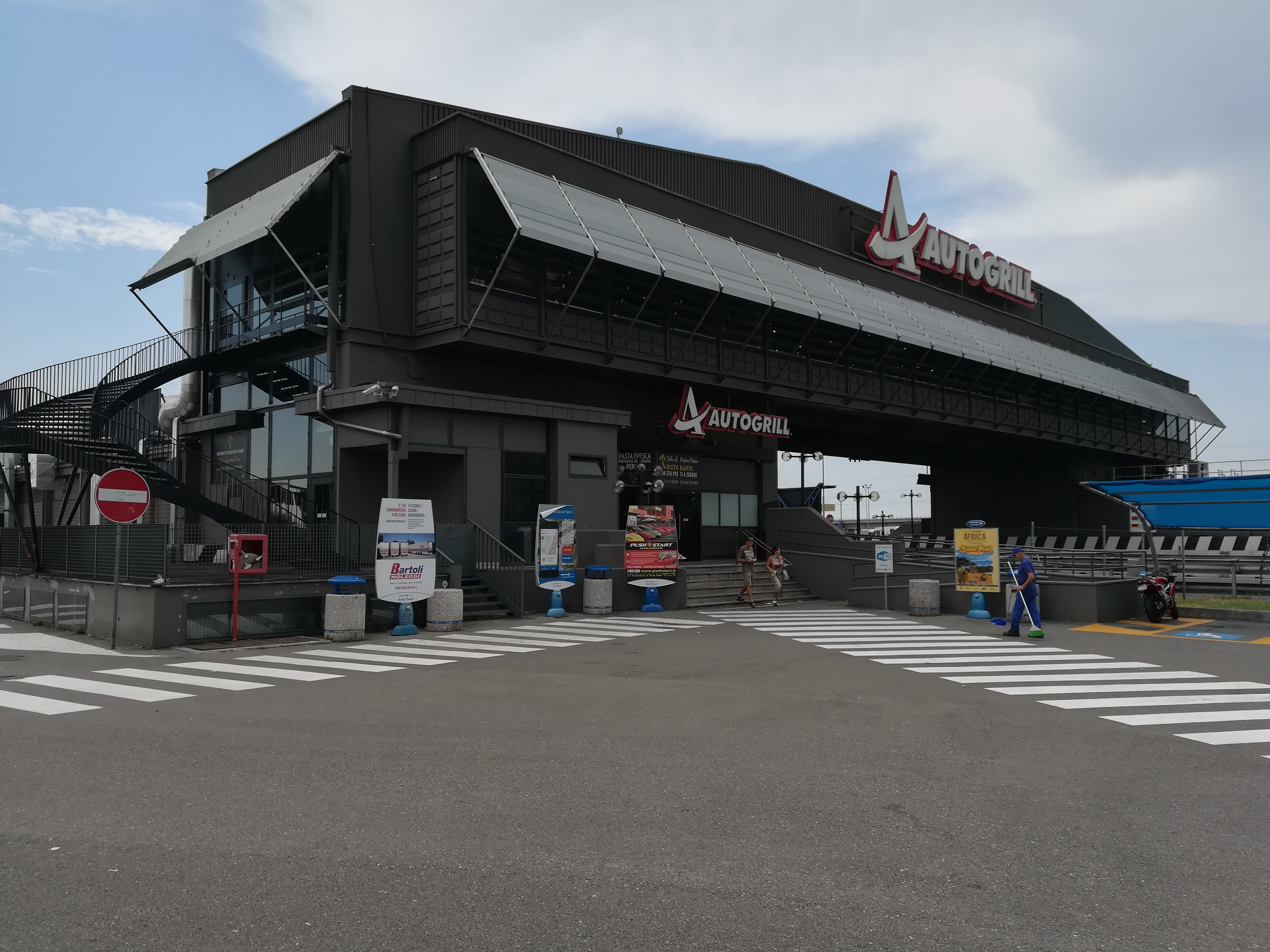
Il primo ristoro a ponte in Europa, situato sulla A1 Milano-Napoli a Fiorenzuola d'Arda (PC)

Per inserirsi nel mercato estero, Autogrill S.p.A. rileva nel 1993 in Francia il 100% di Les 4 Pentes (gruppo Elitair) e in Spagna rileva dalla Cepsa, secondo operatore petrolifero spagnolo, il 50% di Procace, società di ristorazione.

### La privatizzazione
A partire dal 1993 l'IRI inizia le privatizzazioni decidendo la cessione delle attività del settore alimentare, della ristorazione e della grande distribuzione (GS), tutte controllate sotto la gestione della SME. Dopo la cessione di tutte le partecipazioni nelle società alimentari, nel 1994 vengono cedute anche le partecipazioni nella grande distribuzione organizzata e nella ristorazione (raggruppate nella società GS-Autogrill) ad una cordata composta da Edizione Holding (finanziaria della famiglia Benetton), Leonardo Finanziaria (famiglia Leonardo Del Vecchio), la finanziaria svizzera Mövenpick e Crediop. Nel 1997 i Benetton quotano Autogrill alla Borsa di Milano e continuano l'espansione all'estero con acquisizioni di altre aziende in Francia (Sogerba, 100%), in Belgio e nei Paesi Bassi (AC Restaurant, 100%), in Austria (Wienerwald A, 100%) e in Germania (Wienerwald D, 100%). Nel 1999 Mövenpick esce dal capitale della società cedendo la sua residua quota di partecipazione a Edizione.

### La nascita della ristorazione aeroportuale

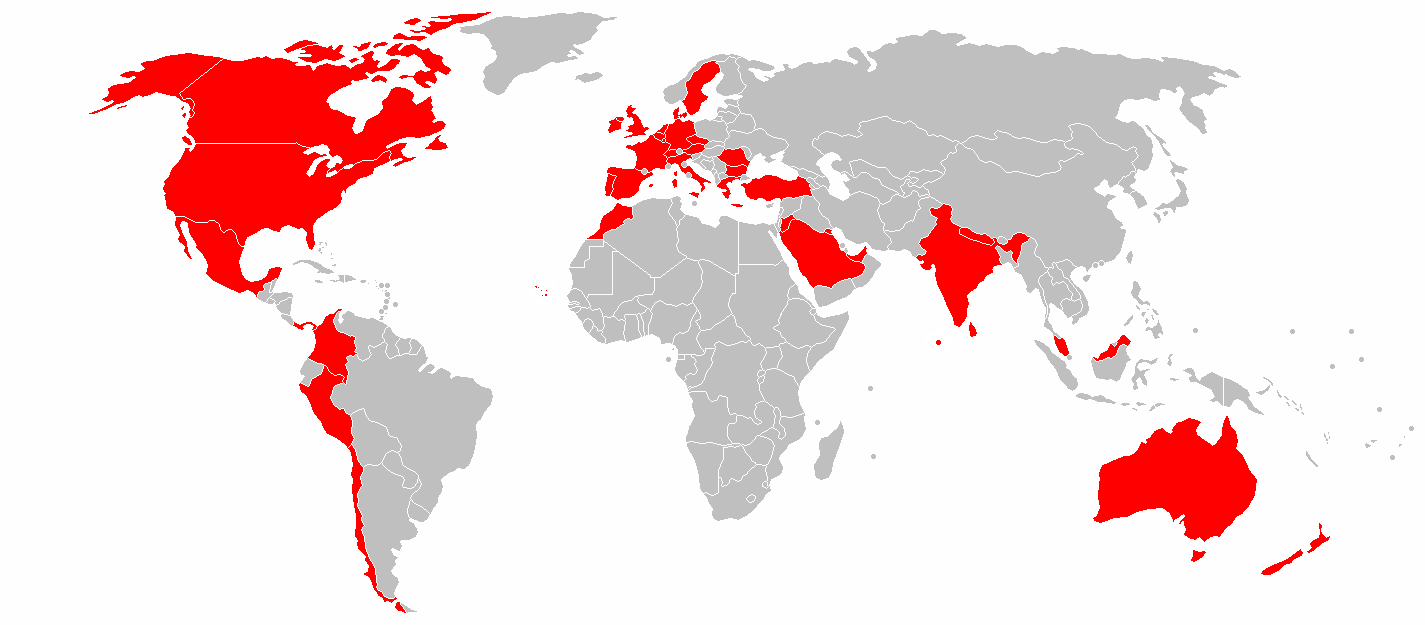
Paesi in cui è presente Autogrill

Nel 1998 acquisisce il 100% di HMS (Host Marriott Services), leader in America nella ristorazione negli aeroporti, sulle autostrade, nelle grandi stazioni e nei centri commerciali, diventando il primo operatore mondiale nel settore della ristorazione per chi viaggia. Si aggiudica così, nei suddetti settori, anche la concessione di marchi molto diffusi come Au Bon Pain, Baskin Robbins, Burger King, Dunkin' Donuts, Häagen-Dazs, Kentucky Fried Chicken, Mrs. Fields, Pizza Hut, Sbarro, Starbucks, Taco Bell, Wendy's e molti altri. Sempre nel 1998 gestisce in licenza Burger King in Italia, aprendo il primo ristorante a Milano.
Per rafforzare la sua presenza in Europa acquisisce nel 2001 il 100% di Passaggio Holding AG (società zurighese e leader in Svizzera nel settore della ristorazione in aeroporti, stazioni ferroviarie e autostrade).
L'espansione nelle autostrade continua e nel 2002 acquista il 70% del capitale di Receco, società spagnola di ristorazione presente nelle stazioni ferroviarie di Madrid Atocha, Siviglia e Cordova, i tre poli dell'alta velocità in Spagna. Negli U.S.A. la HMSHost acquisì la SMSI Travel Centres Inc, gestore dei servizi di ristorazione delle Highway 400 e 401, principali autostrade dell'Ontario (Canada).
Con l'acquisto nel 2003 della quota di maggioranza di Anton Airfood, terza società di ristorazione aeroportuale nordamericana, la società acquisisce anche una quota sostanziale nella ristorazione aeroportuale in Europa e fondò la HMSHost International. Nello stesso anno HMSHost in U.S.A. si aggiudica il premio "Best food&beverage brand operator" (migliore gestore dell'anno di marchi di ristorazione in concessione) della rivista Airport Revenue News, per aver diffuso il marchio Starbucks in più di 150 aeroporti in America e Canada. Nel 2004 il gruppo rileva il 49,9% di Steigenberger Gastronomie, presente all'aeroporto di Francoforte. Dal 2006 Autogrill S.p.A. è presente nell'aeroporto di Copenaghen, in Italia negli scali di Torino, Bologna, Brescia, Catania, Napoli, Orio al Serio (BG), Palermo, Roma Fiumicino, Milano Malpensa e Linate e in Belgio con il possesso del 61,5% di Carestel, primo operatore belga nei servizi di ristorazione in concessione.
Sempre nel 2006 acquista il 100% della divisione ristorazione aeroportuale di CARA, principale operatore canadese.
Nel 2010 Autogrill cede le attività "Flight", ovvero la fornitura di prodotti e merci per la ristorazione a bordo degli aerei, a Dnata, leader nei servizi aeroportuali in Medio Oriente.

### World Duty Free agli svizzeri

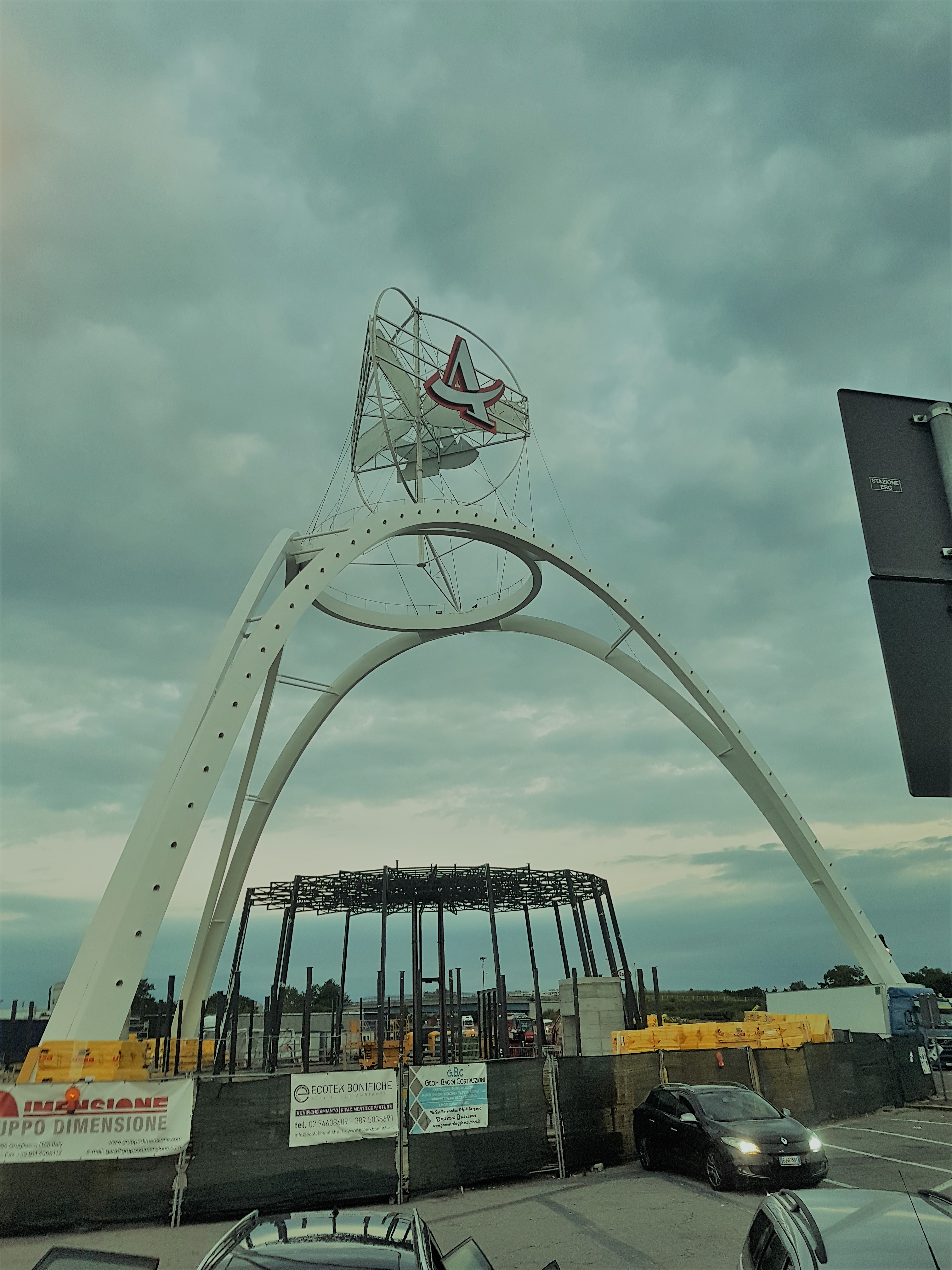
L'autogrill Villoresi Ovest progettato da Angelo Bianchetti in fase di restyling nel luglio 2020.

Nel maggio 2013 Autogrill, sottoscrivendo un accordo con le società Novikov Group e Ginza Project, entra nel mercato russo costituendo Autogrill Russia, che gestisce la ristorazione nell'aeroporto internazionale Pulkovo di San Pietroburgo. 
Sempre nel 2013 l'attività di Travel Retail e Duty Free è scissa da Autogrill portando a quotazione separata della World Duty Free, con l'assegnazione di 1 azione World Duty Free per ciascuna azione Autogrill posseduta. Autogrill resta concentrata nella sola attività di ristorazione autostradale ed aeroportuale. 
Nel 2016 Autogrill rileva quattro esercizi nell'aeroporto di Rotterdam. Il valore dell'accordo, attuato mediante la controllata HMSHost, s'aggira sui 55 milioni di euro per un periodo di 10 anni.

### Nuovi sviluppi
Alla fine del 2017 la società viene ridisegnata con la nascita di una capogruppo alla quale fanno riferimento cinque società operative: Autogrill Italia S.p.A., Autogrill Europe S.p.A. (include i paesi dell'Europa continentale e del sud), HMSHost (le attività in Nord America e, attraverso HMSHost International, anche Nord Europa, Asia e Medio Oriente), Nuova Sidap S.r.l., Autogrill Advanced Business Service S.p.A. La riorganizzazione, che ha l'obiettivo di rendere la gestione aziendale più efficiente, è operativa dal gennaio 2018.
Nel marzo 2018 la società conclude un accordo, denominato Patto Intergenerazionale, per il prepensionamento di 500 dipendenti in base alla legge Fornero a fronte anche di 300 nuove assunzioni di giovani.

### Autogrill oggi
Nel 2020 il gruppo Autogrill è arrivato ad operare in 142 aeroporti, 548 aree di servizio autostradali, 253 tra stazioni ferroviarie e vari contesti tra punti vendita in città, centri commerciali, fiere e musei dislocati in tutto il mondo.
Negli ultimi anni la società ha inoltre avviato importanti accordi in esclusiva con gruppi di fama internazionale, che vanno ad incrementare ulteriormente il proprio portfolio, che attualmente annovera circa 300 marchi (parte di proprietà, parte in licenza). Gli accordi più recenti riguardano grandi realtà come Leon, Pret à Manger, Shake Shack e Panera Bread.
Dal 2016, grazie all'acquisizione di Stellar Partners, società statunitense specializzata nel convenience retail degli aeroporti, il gruppo ha anche rafforzato e ampliato al mercato americano la sua presenza nel canale aeroportuale. Nel 2021 la McLaren F1 ha come sponsor Autogrill. 

#### Gruppo Avolta
Nel 2023 il gruppo svizzero Dufry acquisisce Autogrill, cambiando nome in Avolta, di cui la holding Edizione dei Benetton diventa l'azionista di riferimento.
Nella seguente riorganizzazione societaria, in data 1 novembre 2023 la società World Duty Free S.p.A. (controllata di Avolta) ha incorporato per fusione Autogrill SpA, che a sua volta controlla Autogrill Italia SpA.
L'operazione è avvenuta in questo modo: Autogrill, controllata da Edizione S.r.l., finanziaria della famiglia Benetton, con circa il 50% del capitale, ha trasferito l’intero capitale a Dufry diventandone il maggiore azionista con il 27,5% delle azioni. Per riflettere la fusione, gli azionisti hanno deciso di rinominare Dufry in Avolta in un'assemblea generale straordinaria del 3 novembre 2023. Tuttavia, i marchi noti ai consumatori come Dufry, Autogrill, Hudson e World Duty Free non sono stati toccati.